# 千倉岳
千倉岳（日语：／）是位於千島群島幌筵島的火山，海拔高度1,816米，山體在更新世時期由玄武岩和安山岩組成，最近一次火山噴發在2008年發生。它是全岛最高点。